# Christie Rampone
Christie Patricia Pearce, nota anche come Rampone (Fort Lauderdale, 24 giugno 1975) è un'ex calciatrice e allenatrice di calcio statunitense di ruolo difensore.
Ha giocato in cinque fasi finali del Campionato mondiale femminile di calcio e quattro tornei di calcio delle Olimpiadi femminili. È una campionessa del Campionato mondiale femminile di calcio 1999 e del Campionato mondiale femminile di calcio 2015  e medaglia d'oro per tre volte dopo aver vinto titoli mondiali alle Olimpiadi di Atene 2004, Olimpiadi di Pechino 2008 e Olimpiadi di Londra 2012. Si è classificata con posizioni non inferiori al terzo posto in ciascuna delle Coppe del Mondo o tornei olimpici in cui ha gareggiato.
Ha giocato nella W-League dal 1997 al 1998. Ha giocato in due leghe professionistiche americane nel periodo in cui erano attive; dal 2001 al 2003 nel WUSA (Women's United Soccer Association) e dal 2009 fino al 2011 nelle WPS (Women's Professional Soccer). Nel 2009, mentre giocava per lo Sky Blue, ha contemporaneamente lavorato come allenatore del club, vincendo i Women's Professional Soccer Playoffs del 2009, ed è stata nominata sportiva dell'anno WPS.
All'età di 39 anni, madre di due bambine piccole, la Rampone non ha mostrato segni di rallentamento e non ha annunciato una data per il suo ritiro. Con la vittoria del mondiale 2015, a quaranta anni compiuti, diventa la più anziana calciatrice a vincere il trofeo, eguagliando, anagraficamente, il record stabilito a livello maschile da Dino Zoff nel 1982.
Rampone fu la calciatrice più anziana ad apparire in una partita di Coppa del Mondo femminile FIFA (all'età di 40 anni) fino a quando la brasiliana Formiga ha gareggiato nel Mondiale di Francia 2019 all'età di 41 anni. Con 311 presenze, Rampone è anche il terzo giocatore con più presenze, tra maschile e femminile, nella storia degli Stati Uniti e del mondo, dopo Kristine Lilly e Carli Lloyd.

## Primi anni
Nata a Fort Lauderdale, in Florida, Christie Rampone è cresciuta a Point Pleasant, New Jersey. Durante gli anni di scuola superiore, era una atleta di quattro sport, calcio, basket, hockey su pista e su prato. Mentre frequentava la Point Pleasant Borough High School, ha ottenuto 2.190 punti di carriera per il basket delle scuole superiori, ed è stata la prima atleta nella storia del New Jersey a condurre la sua lega a riportare successi in tre sport diversi. Questo risultato l'ha portata a tutti gli onori di stato in tutti e tre gli sport. La Rampone è stata annunciata come la miglior atleta che la Ocean County, New Jersey aveva mai prodotto.

### Università Monmouth
La Rampone ha frequentato l'Università Monmouth, di West Long Branch nel New Jersey, dopo essere stata fortemente reclutata da quasi tutte le principali università del paese. Durante il suo ultimo anno di college, ha scelto di allenarsi e viaggiare con la Nazionale di calcio femminile degli Stati Uniti alla sua posizione di playmaker di pallacanestro. Sul campo di calcio della Monmouth, è stata selezionata per due volte Giocatrice dell'Anno della Northeast Conference e Prima Squadra della "All Mid-Atlantic Region". Ha concluso la sua carriera calcistica al college come detentrice del record della Monmouth di gol, assist e punti in una stagione.
Quando non era in campo, ha studiato per una laurea in Pedagogia Speciale, che ha completato nel 1996. Ha anche lavorato come allenatore volontario di pallacanestro e di calcio mentre completava i suoi studi alla Monmouth. In omaggio ai suoi successi e per la fama in tutto il mondo che ha portato alla sua alma mater, nel 2005 l'università le ha assegnato la laurea honoris causa in servizio pubblico. Inoltre, nel 2007 l'università l'ha inserita nella Monmouth University Hall of Fame e ha premiato i suoi successi olimpionici del 2008 dichiarando il 5 ottobre il "giorno dedicato a Christie Rampone".

## Carriera

### Club
Dopo il college, ha giocato per il Central Jersey Splash e i New Jersey Lady Stallions, rispettivamente nel 1997 e nel 1998 della W-League.
Nel 2001, è stata selezionata come membro dei New York Power, una squadra di calcio professionista della Women's United Soccer Association. 
Nel primo anno, Christie ha giocato ogni minuto delle prime 18 partite fino a quando si è strappata il suo legamento crociato anteriore, fermandola per il resto della stagione. Nel 2002, Christie ha ripreso a giocare per 1699 minuti in 19 partite, e altre 18 partite nel 2003, oltre ai suoi doveri nella squadra nazionale. Poco dopo aver concluso la sua terza stagione, la WUSA ha sospeso tutte le attività. In previsione di un eventuale rilancio, la WUSA ha conservato i suoi diritti per i nomi delle squadre, i loghi e proprietà simili.
Il 16 settembre 2008, la Rampone è stata scelta come capitano del New Jersey Sky Blue FC con le compagne della Nazionale femminile degli Stati Uniti, Heather O'Reilly e Natasha Kai.
Nella stagione inaugurale, sia la Rampone che la Sky Blue FC hanno avuto delle difficoltà, tra cui la sospensione del loro primo allenatore Ian Sawyers e le dimissioni del suo successore, Kelly Lindsey. Nel luglio del 2009, l'organizzazione Sky Blue ha annunciato che la Rampone avrebbe fatto l'allenatore ad interim, in aggiunta ai suoi doveri di gioco, per il resto della stagione WPS. Dopo aver preso il posto come capo allenatore, il terzo in una singola stagione per la Sky Blue FC, la Rampone ha portato la sua squadra a vincere i Women's Professional Soccer Playoffs del 2009. In seguito fu scoperto che al momento della partita era incinta del suo secondo bambino da quasi tre mesi. Una settimana più tardi, Rampone è stata nominata sportiva dell'anno della WPS.
Rimase con la Sky Blue con un ruolo da giocatore nel 2010 prima di passare alla magicJack prima della stagione 2011 del Women's Professional Soccer.
L'11 gennaio 2013 era uno dei tre membri della Nazionale femminile degli Stati Uniti assegnati alla nuova squadra della National Women's Soccer League (NWSL), la Sky Blue, insieme a Jillian Loyden e Kelley O'Hara.

### Nazionale

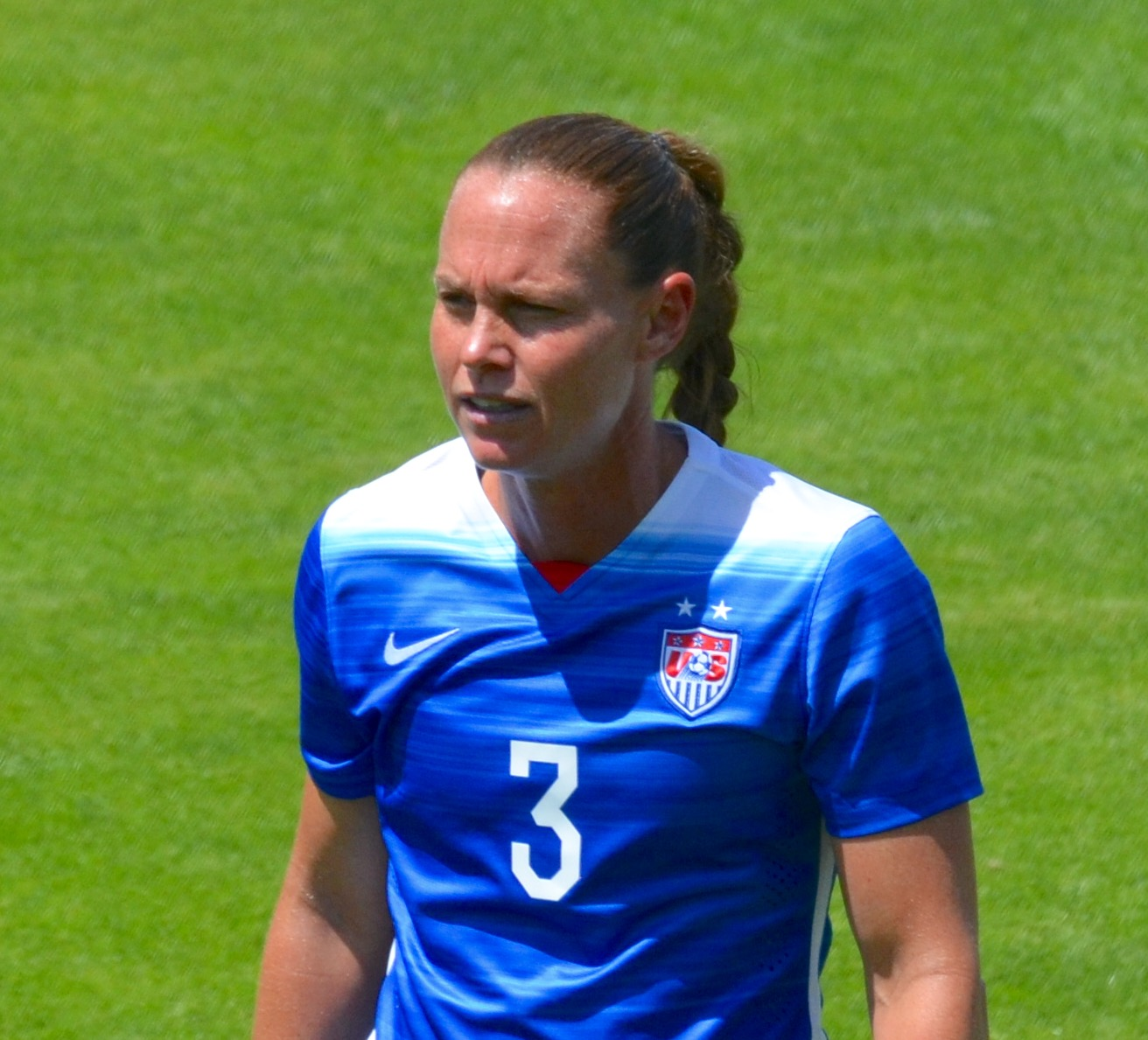
Rampone con la maglia della nazionale statunitense nel 2015.

Rampone ha rappresentato gli Stati Uniti nelle finali del Campionato mondiale femminile di calcio del 1999, 2003, 2007 e 2011, e ai Giochi Olimpici Estivi del 2000, 2004, 2008, e 2012.
Dopo l'allenamento con la nazionale statunitense durante il suo ultimo anno alla Monmouth, la Rampone passò a giocare come difensore. La sua prima partita fu il 28 febbraio 1997 contro l'Australia. Il 2 maggio 1997 ha segnato il suo primo gol in nazionale, in una partita contro la Corea del Sud. Nella sua prima stagione ha giocato 16/18 partite e finito con due gol e tre assist. L'anno seguente, ha aiutato la sua squadra alla sua prima stagione imbattuta e ha portato gli Stati Uniti all'oro nei Goodwill Games del 1998 giocando in entrambe le partite.
Nel 2000 ha giocato per 2.540 minuti con la nazionale, di cui cinque partite alle Olimpiadi estive del 2000 a Sydney. La squadra vinse la medaglia d'argento. Nel 2001, Rampone si strappò il legamento crociato anteriore e perse la maggior parte del limitato periodo della nazionale. Nel 2002 tornò con la squadra per due campi di addestramento, ma era concentrata sul recupero dal suo intervento chirurgico. Nel 2003 ha giocato 15/17 partite della nazionale e tutte e quattro le partite della Coppa del Mondo portando la sua squadra alla medaglia di bronzo.
Nelle Olimpiadi di Atene del 2004, ha aiutato gli Stati Uniti a vincere l'oro dopo aver sconfitto il Brasile in quello che sarebbe stata la finale dei Giochi Olimpici per alcuni dei suoi compagni di squadra di alto livello: Mia Hamm, Brandi Chastain e Julie Foudy. Fu in questo stesso anno che la Rampone diventò il quinto difensore con più presenze nella storia degli Stati Uniti.
Nel 2006 tornò nella squadra, dopo aver preso una pausa nella stagione del 2005 per avere il suo primo figlio. Nel 2006, dopo appena 112 giorni dal parto, Christie tornò nella squadra per partecipare al Four Nations Tournament della Cina. Il 2007 è stato l'anno più attivo fino ad oggi, ha giocato in tutte e 20 le partite ed è diventata il difensore con più presenze e la seconda giocatrice con più frequenze che ha giocato nel Campionato mondiale femminile di calcio del 2007. Ha giocato in tutte e 6 le partite del Campionato mondiale.
Nel 2008, è stata nominata capitano della nazionale e portò gli Stati Uniti alla medaglia d'oro ancora una volta, guadagnandosi il suo 200º cappellino nazionale alle Olimpiadi estive del 2008. Con il ritiro nel 2010 della compagna di squadra Kristine Lilly, Rampone è diventata il giocatore attivo con più presenze al mondo.
Ha capitanato la squadra statunitense arrivando al secondo posto al Campionato mondiale femminile di calcio del 2011, perdendo con il Giappone 1-3 ai calci di rigore, dopo aver concluso la finale 2-2 al termine di tempi supplementari. Ha giocato tutti i 600 minuti, in tutte e sei le partite che hanno giocato gli Stati Uniti.
Nelle Olimpiadi di Londra del 2012, ha capitanato la squadra USA vincendo la medaglia d'oro contro il Giappone con un 2-1; giocando 570 minuti in sei partite, e ha fatto un assist. Il team USA ha vinto tutte e sei le partite che ha giocato alle Olimpiadi di Londra del 2012, di cui 3 senza subire gol.

## Vita Personale
Il 9 novembre 2001 a Jersey City, New Jersey, ha sposato Chris Rampone. Hanno due figlie, Rylie (nata il 29 settembre 2005) e Reece (nata il 6 marzo 2010). I due hanno divorziato nel 2017.
Nel luglio 2011, la Rampone ha annunciato di avere la malattia di Lyme.

## Palmarès

### Nazionale
- Campionato mondiale: 2

1999, 2015